# Mazarredia sobria
Mazarredia sobria är en insektsart som först beskrevs av Walker, F. 1871.  Mazarredia sobria ingår i släktet Mazarredia och familjen torngräshoppor. Inga underarter finns listade i Catalogue of Life.